# Sân bay quốc tế Kefalonia
Sân bay quốc tế Kefalonia (IATA: EFL, ICAO: LGKF) là một sân bay trên đảo Kefalonia, Hy Lạp.

## Các hãng hàng không và các tuyến điểm

### Các chuyến theo lịch trình
- Aegean Airlines (Athens)
- Olympic Airlines (Athens, Preveza-Lefkas, Zakynthos)

### Các chuyến thuê bao
- Finnair (Helsinki-Vantaa) [theo mùa]
- First Choice Airways (Birmingham, Bristol, London-Gatwick, Manchester) [theo mùa]
- Monarch Airlines (Birmingham, London-Gatwick, London-Luton, Manchester) [theo mùa]
- Thomas Cook Airlines (Birmingham, London-Gatwick, Manchester) [theo mùa]
- Thomsonfly (Birmingham, Cardiff, London-Gatwick, London-Luton, Manchester) [theo mùa]
- XL Airways (Bristol, East Midlands, London-Gatwick, Manchester, Newcastle) [theo mùa]